# Gudmar Kihlstedt
Gudmar Kihlstedt, född 27 juli 1909 i Örebro, död 5 januari 1991 i Helga Trefaldighets församling, var en svensk bergsingenjör och professor.
Kihlstedt avlade 1933 bergsingenjörsexamen vid KTH och var 1933–1942 driftsingenjör vid Rönnskärs anrikningsverk. tillhörande Bolidens Gruv A-B.. Han blev 1952 professor i anrikning vid KTH. Han invaldes 1957 som ledamot av Ingenjörsvetenskapsakademien och tilldelades Brinellmedaljen 1970.